# Bílenice
Bílenice (německy Bilenitz) jsou vesnice, část obce Žihobce v okrese Klatovy v Plzeňském kraji. Nachází se asi 2,5 kilometru severně od Žihobců. Na návsi se nachází kaple a památník obětem války. Vesnici obtéká Bílenický potok. Blízko vsi se nachází dva rybníky (Podolský rybník na jihozápadě a Litovec na severovýchodě). Bílenice jsou také název katastrálního území o rozloze 4,81 km².

## Historie
První písemná zmínka o vesnici pochází z roku 1378.

## Obyvatelstvo
| Rok            | 1869 | 1880 | 1890 | 1900 | 1910 | 1921 | 1930 | 1950 | 1961 | 1970 | 1980 | 1991 | 2001 | 2011 | 2021 |
| -------------- | ---- | ---- | ---- | ---- | ---- | ---- | ---- | ---- | ---- | ---- | ---- | ---- | ---- | ---- | ---- |
| Počet obyvatel | 422  | 417  | 418  | 437  | 484  | 419  | 396  | 288  | 258  | 201  | 143  | 120  | 93   | 77   | 73   |
| Počet domů     | 67   | 69   | 70   | 75   | 77   | 79   | 87   | 87   | 75   | 65   | 57   | 77   | 77   | 76   | 77   |

## Obecní správa
Při sčítání lidu v letech 1850–1979 Bílenice byly samostatnou obcí, se kterým patřily nejprve do okresu Sušice, ale od roku 1960 v okrese Klatovy. Od 1. ledna 1980 jsou částí obce Žihobce v okrese Klatovy.

## Pamětihodnosti
- Usedlost čp. 15 (kulturní památka ČR)

## Galerie

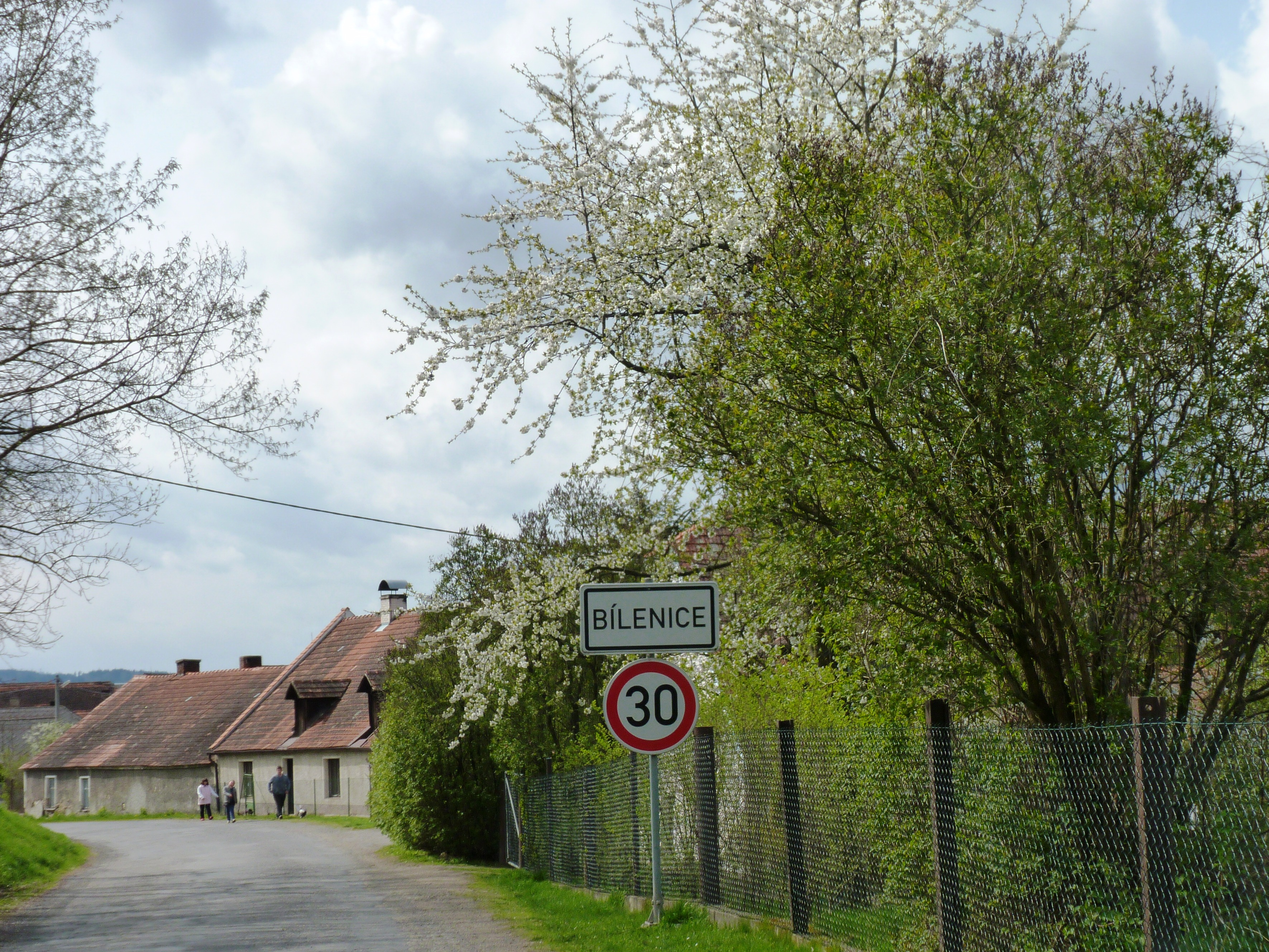
Začátek vsi
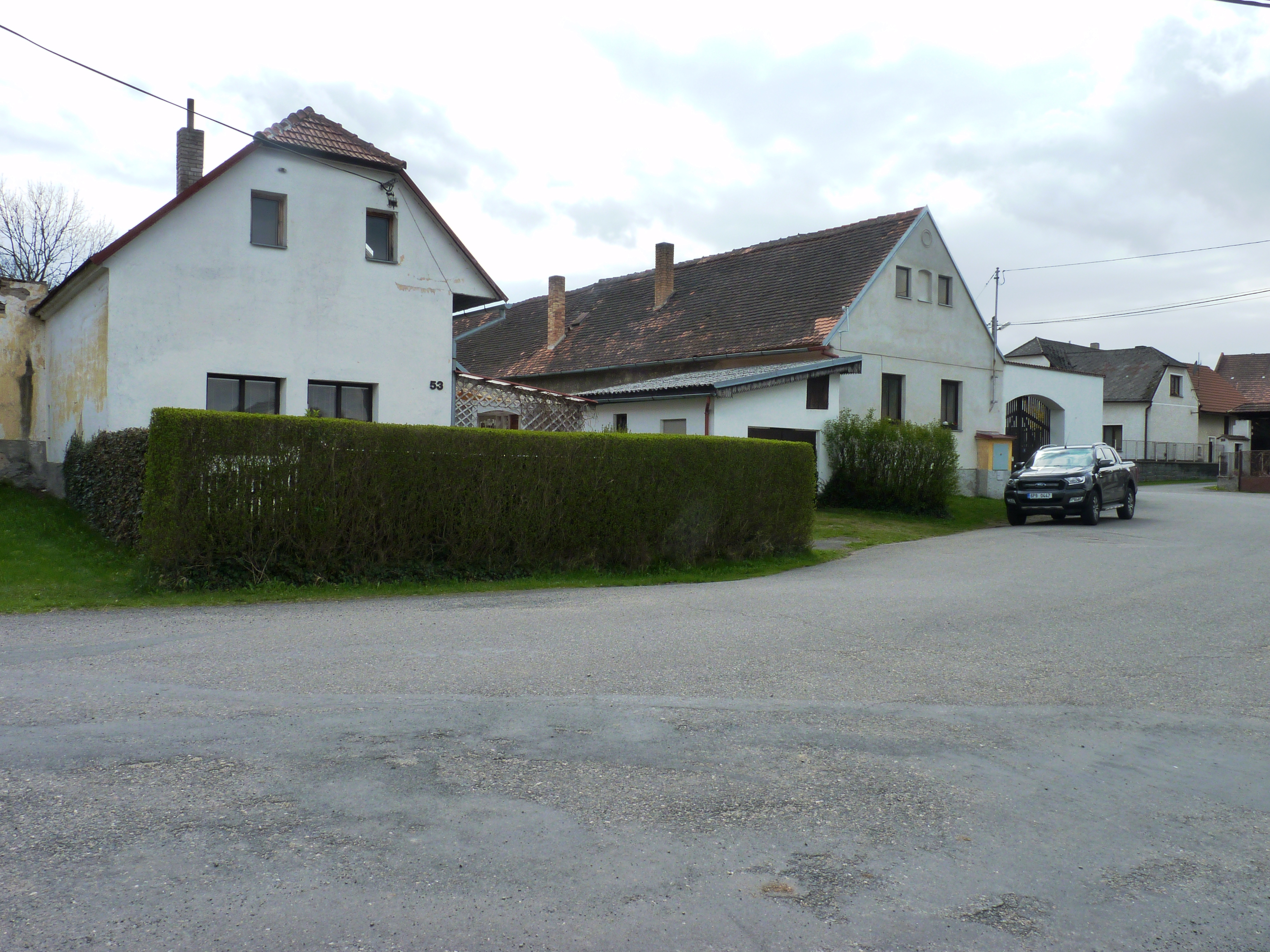
Domy
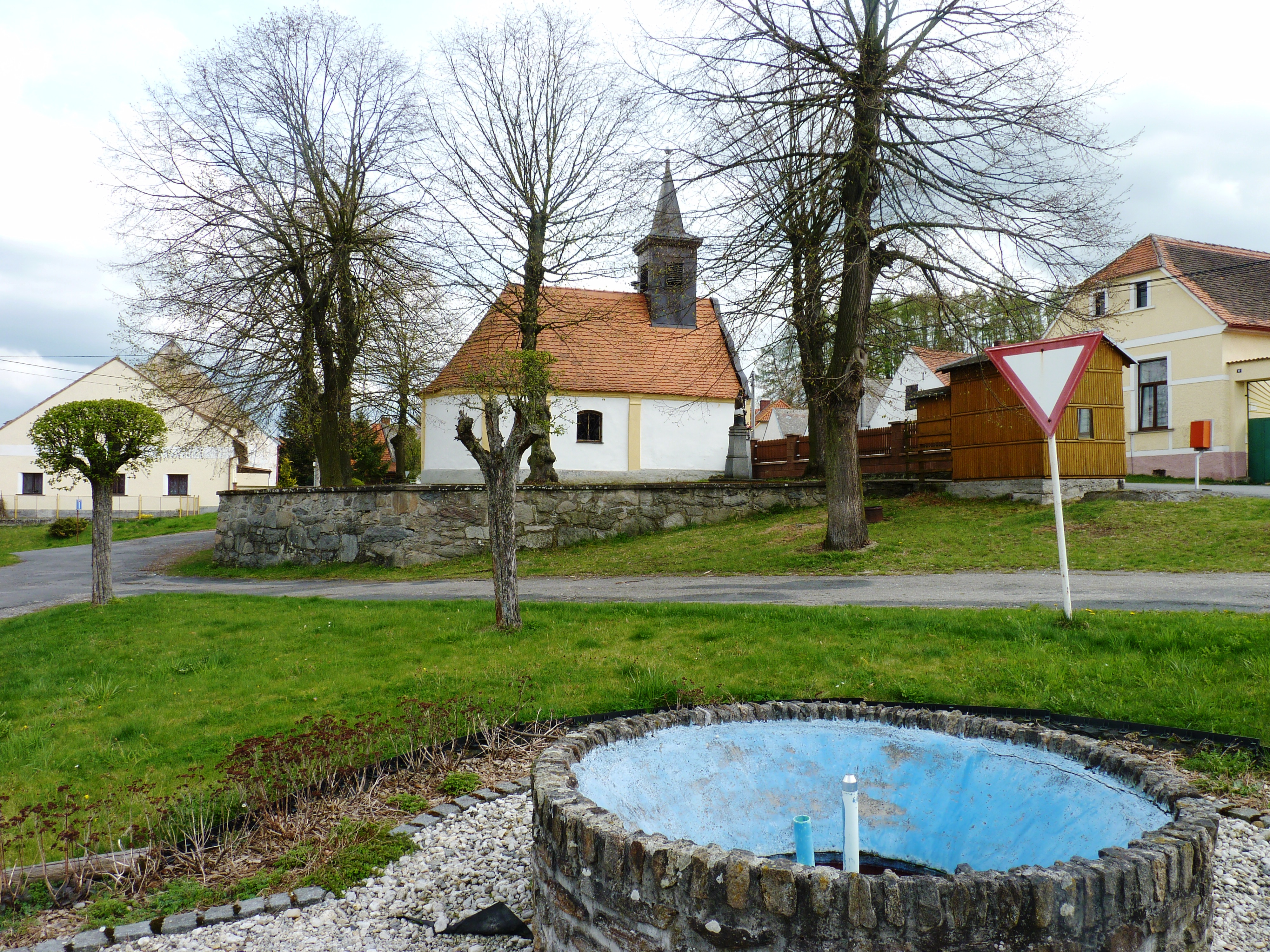
Náves